# Glenwood (Terranova y Labrador)
Glenwood es un pueblo canadiense situado en la provincia de Terranova y Labrador.

## Superficie
Glenwood tiene una superficie de 7,08 km².

## Demografía
En 2021, tenía 739 habitantes, una densidad poblacional de 104,4 hab./km², y 361 viviendas.